# Sân bay Diu
Sân bay Diu (IATA: DIU, ICAO: VA1P) là một sân bay tại Diu, Lãnh thổ liên minh Daman và Diu, Ấn Độ. Sân bay này có 1 phi đạo dài 1084 m bề mặt nhựa đường.

## Các hãng hàng không và các tuyến điểm
Hiện có các hãng hàng không và các điểm đến sân bay Diu:
- Jet Airways (Mumbai, Porbandar)